# 1314年
| 千纪： | 2千纪 |
| 世纪： | 13世纪 \| 14世纪 \| 15世纪                                                                                 |
| 年代： | 1280年代 \| 1290年代 \| 1300年代 \| 1310年代 \| 1320年代 \| 1330年代 \| 1340年代                           |
| 年份： | 1309年 \| 1310年 \| 1311年 \| 1312年 \| 1313年 \| 1314年 \| 1315年 \| 1316年 \| 1317年 \| 1318年 \| 1319年 |
| 纪年： | 甲寅年（虎年）；元延祐元年；越南興隆二十二年，大慶元年；日本正和三年                                       |

## 大事记
- 元仁宗改年號延祐。
- 農曆八月二十日，全國舉行鄉試，在全國的17處考場，一共錄取三百人，史稱延祐復科。
- 平章政事章閭上書請執行經理之法，對有田之家和諸王位下、寺觀、學校、財賦等田地進行田產登記，清查田畝，以增加國家稅收，元仁宗下詔在江浙、江西、河南等三行省地進行，史稱「延祐經理」。
- 元仁宗將領床兀兒擊敗察合台汗也先不花。
- 班诺克本之战，苏格兰大败英格兰。为了交换俘虏，英格兰放回了苏格兰国王罗伯特·布鲁斯已被囚禁8年的王后伊丽莎白·伯格、妹妹克里斯蒂娜、玛丽、女儿马乔丽。
- 内勒塔事件，法兰西宫廷丑闻，腓力四世国王的全部三位儿媳被控通奸。两位王媳勃艮第的玛格丽特和勃艮第的布朗歇因此被判终身监禁。

## 出生
- 脫脫，《宋史》、《遼史》、《金史》主編。

## 逝世
- 4月20日——克萊孟五世，羅馬教宗，1309年被腓力四世遷到法國亞維儂，建立亞維儂教廷。
- 11月29日——腓力四世，法國卡佩王朝國王。（1268年出生，46岁）